# Ingeberg
Ingeberg är en tätort i Hamars kommun i Innlandet fylke i sydöstra Norge. Orten ligger där fylkesväg 1796 möter fylkesväg 1802, nordöst om staden Hamar.
Tidigare har orten tillhört dåvarande Vangs kommun.